# South West Cape (Tasmanien)
South West Cape är en udde i Australien. Den ligger i delstaten Tasmanien, i den sydöstra delen av landet, omkring 130 kilometer sydväst om delstatshuvudstaden Hobart.
Trakten är glest befolkad. Det finns inga samhällen i närheten.